# ニューゲート
『ニューゲート』は、日本のロックバンドであるSaucy Dogの8作目のミニアルバム。2024年12月8日にA-Sketchから発売された。本作には先行シングルとして発売された「この長い旅の中で」「poi」「馬鹿みたい。」を含む全7曲が収録され、CDにのみボーナス・トラックが追加収録された。
オリコン週間アルバムランキングでは初登場17位、オリコン週間ROCKアルバムランキングでは初登場3位を記録した。

## 構成
本作の音楽性としてガレージロック、2ビート、シューゲイザーが挙げられている。
2024年11月19日に放送のTOKYO FM『Saucy LOCKS!』でボーカル・ギターの石原慎也は、本作について1曲1曲、ほんとに今までのSaucy Dogじゃないような、でもSaucy Dogらしさもありつつ、新しいSaucy Dogが新しい形で、今までのSaucy Dogをブラッシュアップしてる感じにできたんじゃないかなと思ってますと語っている。ベーシストの秋澤和貴は、かつて発表した楽曲で父親について歌った「Humming」と本作に収録の「コーンポタージュ」を比較して「コーンポタージュ」は小さい頃に見ていた父親像がそれとはまた違った角度から描かれているところと自分が父親になってもおかしくない年齢ってことが相まって、だいぶ成長したなって感じました。もちろん、曲の雰囲気も含めてなんですけど、今回はその他の曲も過去の曲とわかりやすく対比できるような作品になった気がしますと語っている。

### アルバムジャケットとアルバムタイトル
本作のジャケット写真は、視覚探索絵本『ミッケ!』がモチーフとなっている。このジャケット写真には先行シングルのジャケット写真に登場していた動物も登場している。
アルバムタイトルは、新しいSaucy Dogを見せていきたいなという気持ちでつけられた。タイトルには本作のジャケット写真も関係しており、パッとジャケ写を見た時に、"門みたいになってるから、ニューゲートどうかな？"って。新しい門出じゃないけど、自分たちが1歩踏み出している感じも出せるし、良いんじゃないかなという感じで決めましたと説明している。なお、ドラマーのせとゆいかは、アルバムのジャケット写真も新しい感じであることから『ニューレコード』をタイトルとして提案していた。

### 楽曲
「おやすみ」は、「過ぎ去った夏」を連想させるミディアムチューン。曲自体は約6年前から存在していて、その時点でレコーディングも検討されていたが、その時の作品に合わないということでそのままになっていた。
「馬鹿みたい。」は、ABEMAオリジナル恋愛リアリティショー『キミとオオカミくんには騙されない』の主題歌として使用された楽曲で、女子高生の目線で書かれたラブソングとなっている。秋澤によればビートルズやヴルフペックが弾いていそうな雰囲気を目指した曲で、曲冒頭のベースのスタッカートは石原のアイデアによるもの。
「くせげ」は、朝日放送テレビ制作・テレビ朝日系日曜10時枠の連続ドラマ『マイダイアリー』の主題歌として書き下ろされた楽曲。「高校の頃の記憶」を題材に制作され、メンバーは聴く人によって捉え方が変わる思い出みたいなものを描きたいと思いました。そして制作する過程で自分自身がその時感じていた事、現在になって感じる事、未来感じるであろう事、を想像しながらひとつずつ大切に歌詞を書きましたと語っている。秋澤はベースソロのようなパートについて、フジファブリックの「赤黄色の金木犀」のギターソロを思い浮かべながら弾いたと語っている。ライターの田中大は、日記を読み返しながら青春時代の記憶を辿る人物の心情を綴った歌詞、瑞々しく躍動するバンドサウンドのコンビネーションは、役者の演技に豊かな奥行きを与える劇伴を彷彿とさせると評した。
「poi」は、NHK総合テレビアニメ『烏は主を選ばない』のオープニングテーマとして書き下ろされた楽曲。ゲネプロで石原がこんな感じの曲創りたいんだよねとイントロのリフを弾いた際に、秋澤とせとがいいんじゃないと言ったことがきっかけとなっている。曲名について、石原は後付けとしながらSaucy Dogっぽくない曲だけど、ゆいかのコーラスと俺のボーカル、和貴のベースが入ったらSaucy Dog“っぽい”という意味と、“POI（point of interest＝目的地）”を掛けて「poi」という曲名にしたんですと説明している。ライターの杉浦美恵はSaucy Dogのロックバンドとしての本質を思い切り放出した1曲と評した。
「よくできました」は、TBS系『王様のブランチ』の2024年10月度テーマソングとして書き下ろされた楽曲。石原が土曜日の朝～お昼って、俺何してるかなと思って書いた楽曲で、ほんとに休日だと、だらだらソファーでTVを見て、何しようかなと思ってるうちに夜になる。でも"そういう日があってもいいでしょ"と歌いたかったんですよ。自分を肯定したかったのもあるので、肯定ソングではありたくてと説明している。歌詞には数学の表現が使用されている。
「この長い旅の中で」は、ギャガ配給映画『52ヘルツのクジラたち』の主題歌として書き下ろされた楽曲で、石原は自分を１人の人間として見てくれる人が実はたくさんいて、ちゃんと怒ってくれたり、心配してくれたり。そんな人を『信頼したい』という思いから作りましたと説明している。フレーズは前作『バットリアリー』制作時から存在していた。制作に当たってはオールウェイズの「Belinda Says」の音作りや、テーム・インパラのフレーズを参考としている。また、ギターのフレーズで「海の中の波の揺れや細かい粒」、コーラスワークで「クジラの声」を表現している。
「コーンポタージュ」は、クリスマスソング。本作で最後に作られた楽曲で、最初は「アリア」というタイトルで作られた。この最後になったのは、せとの『コーンポタージュ』は曲調的に最後がよくない？という提案によるもの。秋澤は諸事情によりボーカルのレコーディングには不参加となっている。
CDのみにボーナス・トラックとして収録されている「エピローグ」は、従来の作品より恒例となっているせとがボーカルを務めた楽曲。

## プロモーション
2024年10月18日、12月18日にミニアルバム『ニューゲート』を発売することを発表。同日、本作の発売に先駆けて「くせげ」が全国のラジオでオンエアされ、同月25日に先行配信が開始された。
11月7日に本作の全楽曲リストを公開。12日22時に女優・モデルの河北麻友子が出演した「くせげ」のミュージック・ビデオが公開され、17日にレコーディング風景やミュージック・ビデオなどで構成された本作の全曲トレーラー映像が公開された。
12月20日に本作の発売を記念した特別番組がLINE VOOMで生配信され、2025年1月22日にスペースシャワーTVで『V.I.P. Saucy Dog「ニューゲート」SPECIAL』が放送された。また、12月27日に生放送されたテレビ朝日系『ミュージックステーションスーパーライブ』では「くせげ」2025年1月20日に生放送されたTBS系『CDTVライブ!ライブ!』では「よくできました」が披露された。

## 評価
ライターの田中大は、音楽雑誌『ROCKIN'ON JAPAN』（2025年2月号）に奏でる音も語り部と題したレビューを寄稿。収録曲「くせげ」を引き合いにSaucy Dogが奏でるギターロックの魅力を決定づけているのは、「音と言葉の融合による物語」とでも言うべき部分なのだと思うと述べ、今作に収録されている他の曲たちも言葉と音の彩り合いで生まれる物語が楽しいと評した。

## 収録曲
| 全作詞: 石原慎也（特記を除く）、全作曲・編曲: Saucy Dog。 |                      |                        |            |      |
| #                                                         | タイトル             | 作詞                   | 作曲・編曲 | 時間 |
| 1.                                                        | 「おやすみ」         | 石原慎也（特記を除く） | Saucy Dog  | 4:28 |
| 2.                                                        | 「馬鹿みたい。」     | 石原慎也（特記を除く） | Saucy Dog  | 4:45 |
| 3.                                                        | 「くせげ」           | 石原慎也（特記を除く） | Saucy Dog  | 4:07 |
| 4.                                                        | 「poi」              | 石原慎也（特記を除く） | Saucy Dog  | 3:22 |
| 5.                                                        | 「よくできました」   | 石原慎也（特記を除く） | Saucy Dog  | 2:34 |
| 6.                                                        | 「この長い旅の中で」 | 石原慎也（特記を除く） | Saucy Dog  | 4:04 |
| 7.                                                        | 「コーンポタージュ」 | 石原慎也（特記を除く） | Saucy Dog  | 4:07 |
| 合計時間:                                                 | 合計時間:            | 27:27                  |            |      |

| #         | タイトル       | 作詞       | 作曲・編曲 | 時間 |
| --------- | -------------- | ---------- | ---------- | ---- |
| 8.        | 「エピローグ」 | せとゆいか |            | 5:05 |
| 合計時間: | 合計時間:      | 合計時間:  | 32:32      |      |

## チャート成績
| チャート (2024年)                        | 最高位 |
| ---------------------------------------- | ------ |
| Japan Top Albums Sales (Billboard JAPAN) | 14     |
| 日本 (オリコン)                          | 17     |
| 日本 (オリコン合算アルバム)              | 21     |
| 日本 (オリコンROCKアルバム)              | 3      |